# جيمس كيركلاند (ملاكم)
جيمس كيركلاند (بالإنجليزية: James Kirkland)‏ مواليد 19 مارس 1984 في أوستن، الولايات المتحدة، هو ملاكم محترف أمريكي يصنف ضمن فئة وزن خفيف المتوسط بدأ مسيرته الاحترافية سنة 2001.

## إحصائيات
خاض خلال مسيرته 34 نزالا، فاز في 32 وخسر في 2. فاز بالضربة القاضية في 28 نزالا.

## روابط خارجية
- جيمس كيركلاند على موقع بوكس ريك (الإنجليزية) (registration required)